# Förbundet av demokratiska krafter
Förbundet av demokratiska krafter (bulgariska: Săjuz na demokratitjnite sili, SDS) är ett kristdemokratiskt parti i Bulgarien, grundat i december 1989 genom en sammanslagning av elva politiska oppositionsgrupper mot den dåvarande kommunistregeringen. Partiet är medlem i Europeiska folkpartiet (EPP).
I Europaparlamentsvalet 2007 fick partiet 4,74 % av rösterna och hamnade därmed utanför Europaparlamentet.